# Обрушение крыши ночного клуба Jet Set
Обрушение крыши ночного клуба Jet Set в Санто-Доминго произошло 8 апреля 2025 года во время выступления с живой музыкой. В результате катастрофы погибло не менее 231 человека, не менее 200 получили ранения. Среди погибших губернатор провинции Монте-Кристи Нельси Крус, бывшие игроки Высшей лиги бейсбола Октавио Дотель и Тони Бланко, а также музыкант меренге Рубби Перес, выступавший во время обрушения крыши.

## Предыстория
Ночной клуб открылся в 1973 году и прошёл реконструкцию в 2010 и 2015 годах. В 2023 году в него ударила молния. Клуб славился живой танцевальной музыкой по понедельникам, что привлекало многих важных персон. Хотя ночной клуб работал много лет, структурные проблемы были относительно новыми. Изначально здание было кинотеатром, в котором действовали другие правила безопасности.

## Обрушение
Обрушение произошло во вторник, 8 апреля 2025 года, в 00:44 по атлантическому времени. В то время в клубе находилось от 500 до 1000 человек. Сообщается, что на видеозаписи концерта можно было увидеть посетителя, указывающего на крышу и говорящего, что «что-то упало с потолка». Перес также смотрел на часть крыши. Менее чем через 30 секунд был записан громкий шум, и запись потемнела, а женщина закричала на испанском: «Папа, что с тобой случилось?».
По свидетельствам очевидцев, крыша обрушилась неожиданно примерно через час после начала музыкального представления. Следователи начали осматривать клуб, как только это разрешили спасатели. Музыкант, игравший вместе с Рубби Пересом, сказал, что на момент обрушения площадка была заполнена, и что сначала он считал, что произошло землетрясение. Первая леди Доминиканской Республики Ракель Арбахе сообщила, что оказавшаяся в ловушке губернатор провинции Монте-Кристи Нельси Крус позвонила президенту Луису Абинадеру в 12:49 пополуночи, вскоре после обрушения.

## Расследование
В ходе правительственного расследования выяснилось, что владельцы клуба, ранее бывшего кинотеатром, самовольно снесли одну из несущих колонн, что привело к увеличению нагрузки на оставшиеся. Потолок начал обрушиваться ещё за несколько часов до трагедии, но совладелица клуба Марибель Эспайят отказалась отменить концерт, сославшись на отсутствие мужа, совладельца клуба Антонио Эспайята Лопеса. Супруги были арестованы в начале июня.